# Hopserlauf

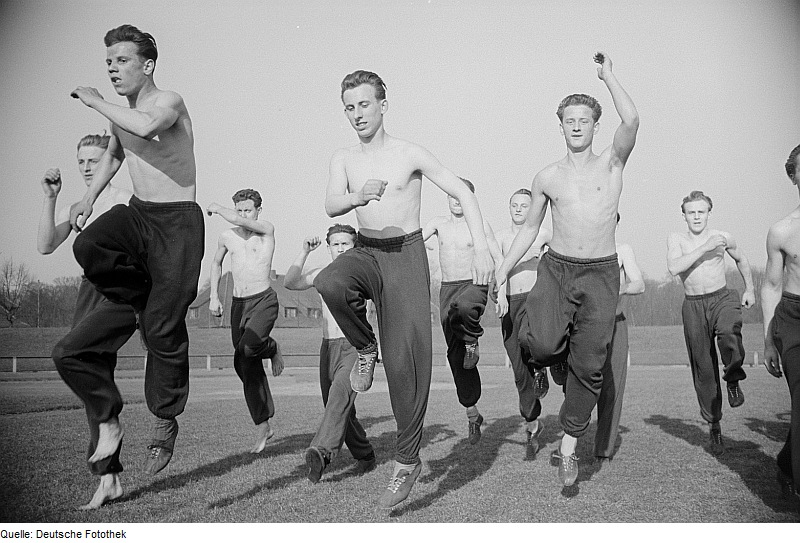
Hopserlauf als sportliche Übung.

Der Hopserlauf ist eine Gangart, die oft von Kindern zwischen Kindergarten- und Grundschulalter ausgeführt wird. Er ist vom Gehen, Laufen und symmetrischen Hüpfen (Springen) zu unterscheiden.  

## Beschreibung
Das Kind springt dabei abwechselnd mit dem rechten oder linken Fuß ab, begleitend wird das andere Bein als Schwungbein angewinkelt nach oben gezogen. Dann landet es zunächst wieder auf diesem Fuß und etwas verzögert mit dem anderen Fuß, in diesem Zwischenschritt wird das Sprungbein gewechselt.  
Der Hopserlauf hat im Unterschied zum Gehen eine Phase ohne Bodenkontakt, länger sogar als beim Laufen, und im Unterschied zum Laufen eine Phase, wo beide Füße den Boden berühren. Für den erwachsenen Menschen ist der Hopserlauf eine weniger effiziente Fortbewegung als das Laufen, jedoch für leichtere Kinder und Menschen in Umgebungen niedriger Gravitation verschiebt sich das metabolische Profil.  
Die Astronauten Ed Mitchell und Gene Cernan der Apollo-Missionen haben von mehreren Möglichkeiten der zweibeinigen Fortbewegung auf der Mondoberfläche eine Zwischenform des Hopserlaufs und des Hüpfens bevorzugt.
Hopserlauf findet sich ebenfalls bei einigen Vögeln, Lemuren und Springmäusen. 

Bodenberührung beim Gehen, beim Hopserlauf und beim Laufen.